# Meester van de Kroniek van Engeland

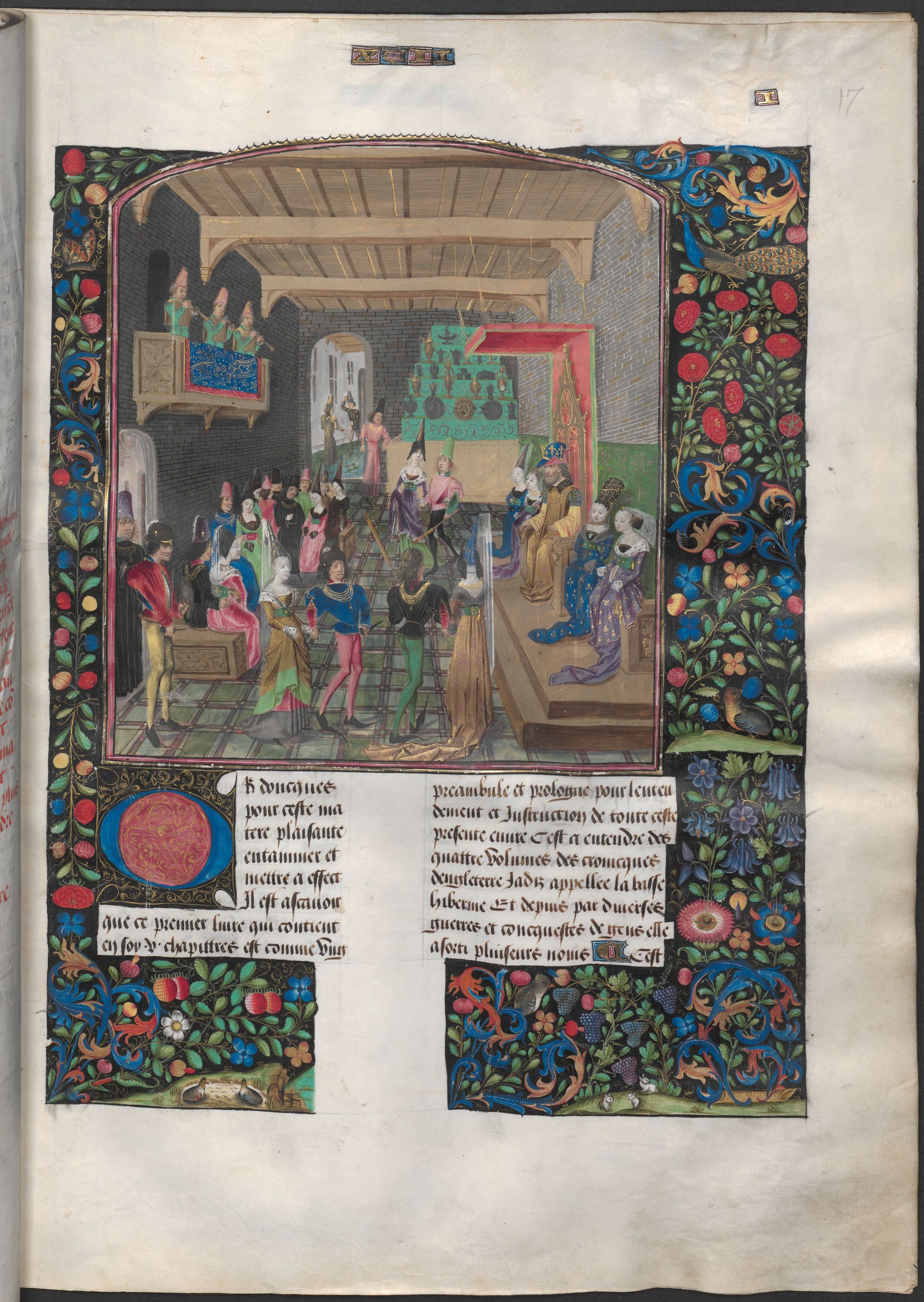
Jean de Wavrin, Chronique d’Angleterre, ÖNB, ms. 2534, Het huwelijk van de 33 dochters van koning Diodicias van Syrië.

De Meester van de Kroniek van Engeland is de noodnaam voor een boekverluchter die actief was in Brugge tussen 1470 en 1480. Hij werd reeds opgemerkt door Friedrich Winkler in het in Wenen bewaarde handschrift van volume I van de Receuil des chroniques d’angleterre (Österreichische Nationalbibliothek, ms. 2534).
Biografische gegevens over deze meester zijn er niet.
Voor het Bourgondische hof versierde hij regelmatig teksten, maar hij werkte niet voor de hertogelijke bibliotheek. Zijn klanten vond hij wel in kringen dicht bij het hof, hij werkte voor Lodewijk van Gruuthuse en voor Antoon van Bourgondië maar ook voor hovelingen zoals Filips van Kleef en Wolfert VI van Borselen. Daarnaast werkte hij voor Brugse bibliofielen zoals Pietro Villa en Jan III de Baenst, maar ook voor bescheidener kopers die zich tevreden stelden met exemplaren op papier zoals Perceval de Dreux. De kunstenaar verluchtte ook nieuwe of recente werken op eigen initiatief die hij direct te koop aanbood. Het gebruik van papier naast perkament en van grisaille naast kleurwerk liet hem toe de verluchting van een werk aan te passen aan de prijs die de klant bereid was te betalen.
De meester werkte samen met andere Brugse verluchters uit zijn tijd onder meer met: de Meester van Margaretha van York en de Meester van het gebedenboek van Dresden aan de Nederlandse vertaling van de Cité des dames van Christine de Pisan en met de Meester van Antoon van Bourgondië aan het gebedenboek van Isabeau van Roubaix. Hij werd dikwijls, volledig ten onrechte, voorgesteld als een volger of imitator van Loyset Liédet, maar volgens Pascal Schandel hebben ze nooit aan een zelfde handschrift samengewerkt.
Hij werkte wel veel samen met Philippe de Mazerolles hoewel ze op artistiek vlak lijnrecht tegenover elkaar stonden. Niettemin werkten ze samen aan verschillende handschriften, soms zelfs aan een miniatuur.

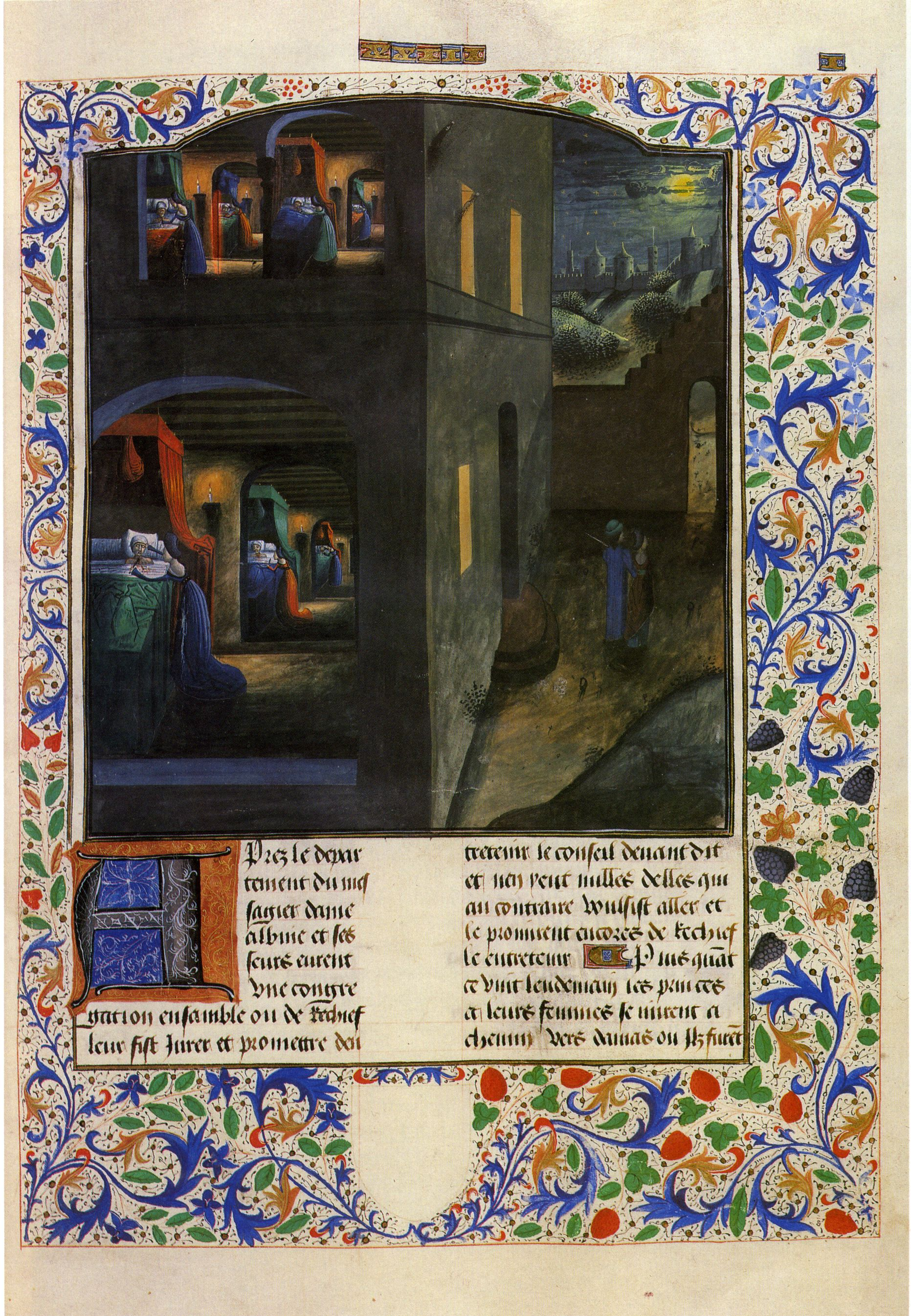
Jean de Wavrin, Chronique d’Angleterre, ÖNB, ms. 2534, f23r, De dochters van koning Diodicias van Syrië doden hun bruidegom tijdens de eerste huwelijksnacht.

## Stijlkenmerken
Door zijn levendige, schrijnende, soms grappige stijl kan hij ondergebracht worden bij de stroming van de expressieve Vlaamse miniaturisten. In zijn betere werken kan men een vreemde schoonheid ontdekken, gecombineerd met spectaculaire effecten die een wereld scheppen die volledig afwijkt van elke vorm van naturalisme;
Zijn figuren zijn stokkerig en slungelachtig met hoge benen; Ze bewegen zich op onnatuurlijke wijze. De bolvormige hoofden worden zonder nek bevestigd op een uitgezet lichaam en bekroond door een bolvormig kapsel. Als de meester vrolijkheid, woede of andere gevoelens wil uitdrukken vertrekken de gezichten tot vreemde grimassen.
Zijn nachtscènes zijn vrij opmerkelijk. Ze zijn zwak verlicht of schemerig en getuigen van een opmerkelijk natuurgevoel. De veelvuldige lichtbronnen en hun weerkaatsing zorgen voor een mooi clair-obscureffect.
Ook de margeversiering is zeer herkenbaar met brede plantenmotieven, vlezige vruchten en allerhande ronde gekleurde bessen. Ze zijn bevolkt met talrijke vogels, dikwijls gekuifd, bont gekleurd maar niet natuurgetrouw.

## Werken
De meester verluchtte verschillende kopieën van de kroniek van Jean de Wavrin die uit zes delen bestond, wat hem zijn noodnaam opleverde. Hij verluchtte verschillende delen van de kroniek voor een aantal klanten, hij werkte onder meer aan deel I en II van de exemplaren besteld door Lodewijk van Gruuthuse (Parijs, BnF, ms. fr. 74-77) en daarnaast aan drie exemplaren van deel II: een voor Giovanni Villa een Italiaanse bankier die in Brugge woonde, een voor Perceval de Dreux de gouverneur van Leuze bij Doornik en een derde voor een onbekend gebleven eigenaar (respectievelijk bewaard in Parijs, BnF fr.87, San Marino, Huntington Library, ms. HM 28562 en Parijs, Bibliothèque de l'Arsenal, ms.4750]. Eigenaardig genoeg kwam hij nooit toe aan het verluchten van de andere delen.
Naast zijn eponieme werken verluchtte hij ook andere historische werken zoals twee Kronieken van Minstrelen, drie Kronieken van Henegouwen en twee Kronieken van Pisa. Hij werkte ook mee aan vier exemplaren van de Receuil de Troie en aan minstens vijf exemplaren van de Histoires d’Alixandre